# Lothar Kreuz
Lothar Kreuz, nemški general in vojaški zdravnik, * 9. september 1888, † 24. januar 1969.